# Mike Appel
Mike Appel (New York, 27 ottobre 1942) è un produttore discografico statunitense diventato famoso per le sue capacità manageriali all'inizio della carriera di Bruce Springsteen, producendo i primi 3 album dell'artista.
Fu rimpiazzato da Jon Landau, scatenando una dura battaglia legale per un contratto firmato dal cantante in cui era specificata una partnership per almeno 10 dischi. Il contratto fu sciolto a causa delle tattiche aggressive utilizzate da Appel che Springsteen non gradiva.
Appel non riuscì ad uscirne vincitore, e perse il prestigio guadagnato nell'industria discografica.